# Le gentleman de Cocody
Le gentleman de Cocody is een Frans-Italiaanse avonturenfilm uit 1965. De film werd geregisseerd door Christian-Jaque. De film speelt zich af in Cocody, een wijk van de Ivoriaanse stad Abidjan.

## Rolverdeling
| Acteur                | Personage                      |
| --------------------- | ------------------------------ |
| Jean Marais           | Jean-Luc Hervé de la Tommeraye |
| Liselotte Pulver      | Baby                           |
| Philippe Clay         | Renaud Lefranc                 |
| Nancy Holloway        | Nancy                          |
| Maria Grazia Buccella | Angelina                       |
| Jacques Morel         | Rouffignac                     |
| Robert Dalban         | Pepe                           |